# Інтікуль
Інтікуль (рос. Интикуль) — селище в Новоселівському районі Красноярського краю Росії. Входить до складу Толстомисенскої сільради.

## Географія
Селище розташоване в 28 км на захід від районного центру Новосьолово.

## Населення
За даними перепису 2010 року, у селищі проживало 443 людини (231 чоловіків та 212 жінок).